# Felipe Dorta
Felipe Dorta (* 17. Juni 1996 in Erechim) ist ein österreichisch-brasilianischer Fußballspieler.

## Karriere
Dorta begann seine Karriere beim SCR Altach. Im September 2007 wechselte er zum Hauptstadtklub SK Rapid Wien. 2011 wechselte er in die AKA Vorarlberg. 2012 kehrte er nach Altach zurück. Sein Profidebüt gab er am 35. Spieltag 2011/12 gegen den FC Blau-Weiß Linz. 2014 wechselte er zum Aufsteiger LASK, für dessen Regionalligamannschaft, die SPG FC Pasching/LASK Juniors, er auch spielte. Im Februar 2016 wurde er bis Saisonende an den Ligakonkurrenten SV Austria Salzburg verliehen.
Nach der Saison 2015/16 kehrte er zum LASK zurück, wo er allerdings nur für die Amateure zum Einsatz kam. Im Jänner 2017 wurde er an den Zweitligisten FC Wacker Innsbruck verliehen. Nach dem Ende der Leihe kehrte er nicht mehr zum LASK zurück.
Nach mehreren Monaten ohne Verein wechselte er im Jänner 2018 in sein Geburtsland Brasilien zu Athletico Paranaense, für das er acht Spiele in der Staatsmeisterschaft von Paraná absolvierte. Zwischen April und August 2018 wurde er kurzzeitig an den CS Alagoano verliehen. Für Alagoano kam er jedoch zu keinem Einsatz. Im August 2018 wechselte er in die Schweiz zum Drittligisten SC Brühl St. Gallen.
Nach zehn Spielen für Brühl in der Promotion League wechselte Dorta im März 2019 nach Südkorea zum Zweitligisten Ansan Greeners FC. Nach fünf Spielen für Ansan wechselte er im Juli 2019 nach Liechtenstein zum in der vierten Schweizer Liga spielenden FC Balzers. Nach 14 Einsätzen für Balzers in der 1. Liga wechselte er im Jänner 2020 innerhalb Liechtensteins zum Ligakonkurrenten USV Eschen-Mauren. Für Eschen-Mauren kam er in zweieinhalb Jahren zu 29 Einsätzen in der 1. Liga, in denen er zehnmal traf.
Zur Saison 2022/23 wechselte er zurück zu Brühl.

## Persönliches
Dorta ist der Sohn des ehemaligen Profifußballers Alexandre Dorta.